# 황고
황고(皇考)는 전근대 동아시아권의 용어로, 돌아가신 아버지를 뜻하는 선고(先考)의 높임말이기도 하며, 군주의 돌아가신 부친을 높여 부르는 단어로써도 사용되었다.
군주가 제호(帝號)를 추존받지 못한 상태의 돌아간 부친을 일컫을 때 임시적으로 사용하였으며 제호가 추존된 상태여도 사용하지 못하는 건 아니였다.
또한, 제호 자체를 황고(皇考)로 올려 추존한 사례가 있는데 전한의 도황고가 해당한다. 이 경우 장례를 천자(天子, 즉 황제)의 예로 치뤘으며, 아버지가 선비(士)이고 아들이 천자이면 부친의 장례를 천자의 예로 지내야 한다는 예법을 적용하였기에 추존 황제(Emperor)로 분류된다.

## 추존된 황고(천자)
| 왕조 | 묘호 | 시호                                  | 성명           | 생존기간                   | 생전 직위 /추존 전 시호 | 아들 (추존인) | 묘소           |
| ---- | ---- | ------------------------------------- | -------------- | -------------------------- | ----------------------- | ------------- | -------------- |
| 전한 | -    | 도황고(悼皇考)                        | 유진(劉進)     | 기원전 113년 ~ 기원전 91년 | 황손(皇孫) /도왕(悼王)  | 전한 선제     | 황고묘(皇考廟) |
| 남진 | -    | 소열황고(昭烈皇考)                    | 진도담(陳道談) | ? ~ 548년                  | 시흥소열왕 (始興昭烈王) | 진 문제       | 동묘(東廟)     |
| 북송 | -    | 복안의황(濮安懿皇) 안의황고(安懿皇考) | 조윤양(趙允譲) | 995년 ~ 1059년             | 복안의왕(濮安懿王)      | 북송 영종     | -              |